# Castelo da Bela Adormecida

Castelo da Bela Adormecida na Disneyland.

O Castelo da Bela Adormecida (em inglês:  Sleeping Beauty Castle) é uma estrutura de contos de fadas localizado nos parques da Disneyland na Califórnia (Estados Unidos), Paris (França) e Hong Kong (China) e é inspirado nos castelos medievais, sobretudo no Castelo Neuschwanstein, da Bavária, Alemanha.

## História

### Castelo da Califórnia

Castelo da Bela Adormecida durante a comemoração dos 50 anos da Disneyland.

Inaugurado a 17 de julho de 1955, o castelo é o mais antigo de todos os castelos da  Disney, tendo uma altura de 77 pés (23,5 metros). O castelo nunca foi designado a sediar alguma atração, mas Walt Disney, não estava satisfeito com a inutilidade do castelo e desafiou seus assistentes a encontrarem uma atração para a estrutura.
Já em Abril de 1957, os visitantes podiam percorrer o interior do castelo e admirar com desenhos, estátuas e diagramas da história  A Bela Adormecida (conto). Os diagramas foram criados no estilo de Eyvind Earle, o produtor do filme Sleeping Beauty. A atração foi fechada em Outubro de 2001 por motivos não especificados.
Em Julho de 2008, a Disney anunciou que o Castelo será reaberto, porém com atrações mais avançadas que as de 1957.

## Logotipo
O Castelo da Bela Adormecida, um ícone da cultura cinematográfica, se tornou a base para o logotipo da Walt Disney Pictures, Disney Music Group e do programa O Maravilhoso Mundo de Disney no canal a cabo Disney Channel.